# Inge Helten
Inge Helten, född den 31 december 1950 i Westum, Tyskland, är en västtysk friidrottare inom kortdistanslöpning.
Hon tog OS-brons på 100 meter vid friidrottstävlingarna 1976 i Montréal. 